# Radio Splendid (Chile)
Radio Splendid fue una radioemisora de la ciudad de Santiago de Chile, que transmitió tanto en la frecuencia 1520 de la amplitud modulada y en la 92.9 de la frecuencia modulada desde 1959, siendo la primera emisora de Chile y Sudamérica en tener emisiones regulares en esta banda.

## Historia
Hasta finales de los años 1950, la frecuencia modulada era usada como banda de transmisión de las radioemisoras para enviar la señal desde el estudio hacia la planta de transmisión, que a su vez emitían al público en señal AM. La transmisión en FM podía ser captada ocasionalmente por radiorreceptores que tuvieran la banda FM, pero ello era infrecuente en la época. Hubo experimentos en la frecuencia, como Radio La Reina en Santiago pero no pasaron de esa etapa.[cita requerida]
En 1959, los concesionarios de Radio Splendid fueron los primeros en solicitar a la autoridad una concesión en la nueva frecuencia para transmitir de forma oficial. Así, se convirtieron en la primera emisora en transmitir en la onda larga, en 92.9 MHz. Más tarde se sumaron Radio Andrés Bello en 1960 y El Conquistador en 1962, esta última actualmente la más antigua de la banda FM en vigencia.
Los primeros estudios de Radio Splendid estuvieron en Catedral 1027, comuna de Santiago. A inicios de los '70 sería dirigida por Ricardo Bezanilla, fundador de Radio Infinita.  
En cuanto a su línea, era de naturaleza mixta, alternando música latina con anglo. 
Radio Splendid dejó de transmitir en 1977. Su frecuencia sería ocupada más tarde por la naciente Radio Infinita.